# Вулиця Ніщинського (Львів)
Вулиця Ніщинського — вулиця у Личаківському районі міста Львів, місцевості Великі Кривчиці, Професорська колонія. Пролягає від вулиці Ірини Вільде до залізниці. Прилучаються вулиці Чумацька, Єпископа Чарнецького, Копальна (двічі), Кривчицька дорога та Казахська.

## Історія та забудова
Вулиця виникла на початку XX століття, у 1929 році отримала офіційну назву Копальна бічна. За проєктом вулиця мала стати частиною новопрокладеної прогулянкової алеї, що сполучала б Кайзервальд з горою Лева та Високим замком, тому у 1933 році вулицю перейменували на Верхнє Корсо. Втім, вже 1936 року вулиця отримала нову назву — Нусбаум-Гіляровича, на честь засновника львівської зоологічної школи Юзефа Нусбаум-Гіляровича. Сучасну назву вулиця має з 1946 року, на честь Петра Ніщинського, українського композитора, публіциста та поета-перекладача.
Забудова вулиці почалася у 1930-х роках, коли у цій місцевості, у тому числі і на вулиці Ніщинського, звели за проєктом архітекторів Тадеуша Врубеля, Леопольда Мартина Карасінського та Максиміліана Кочура низку переважно двоповерхових житлових будинків у стилі конструктивізму, які утворили житловий район під назвою Професорська колонія. Також на вулиці є двоповерхові будинки барачного типу 1950-х років, триповерхівки початку 1960-х років, житлові будинки 2000-х років. Декілька будинків внесено до Реєстру пам'яток архітектури місцевого значення.

## Забудова
№ 2 — будівля колишнього дерматологічного відділення Львівської клінічної лікарні на залізничному транспорті філії ЦОЗ АТ «Укрзалізниця».
№ 14 — триповерховий будинок. У цьому будинку після багаторічного ув'язнення у мордовських таборах з 1985 по 1988 роки мешкав В'ячеслав Чорновіл та його дружина Атена Пашко. Саме тут було відновлено випуск самвидавного журналу «Український вісник», тут зароджувалася Українська Гельсінська спілка. На фасаді будинку у травні 2014 року встановлено меморіальну таблицю (скульптор — Володимир Цісарик) в пам'ять про В'ячеслава Чорновола та його дружину Атену Пашко.
№ 27 — одноповерховий будинок, в якому міститься бібліотека-філія № 38 ЦБС для дорослих м. Львова. На фасаді при вході в будинок встановлено інформаційну таблицю, яка сповіщає, що вулицю названо на честь українського композитора Петра Ніщинського.
№ 35 — корпуси колишнього заводу «Мікроприлад». 11 грудня 2020 року виконавчий комітет Львівської міської ради погодив містобудівні умови і обмеження ТзОВ «Будівельна компанія „Нове місто“» на реконструкцію колишнього заводу «Мікроприлад» під офіси, торгові приміщення та заклади харчування.

## Світлини

Світлини вуличної забудови
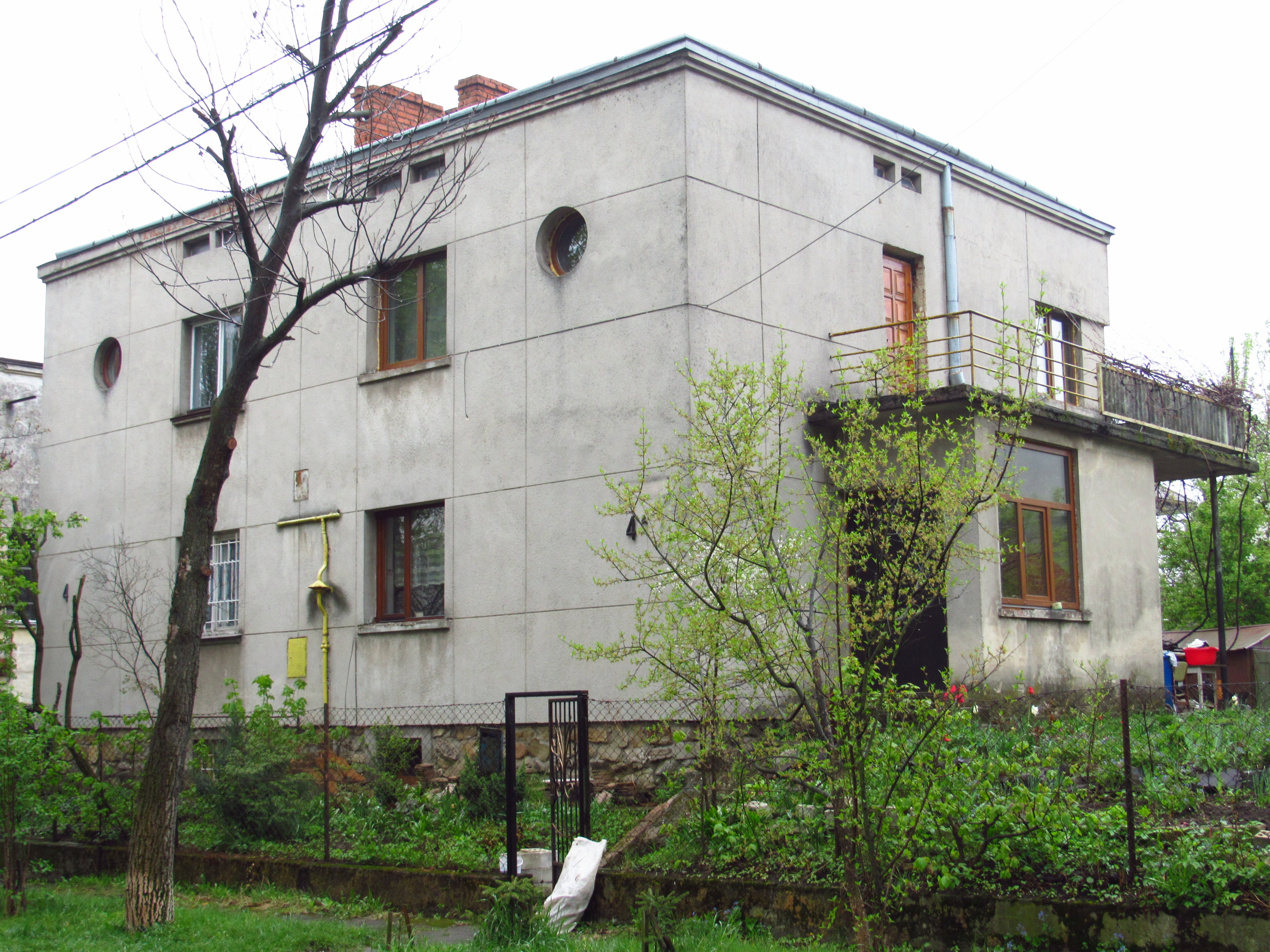
Житловий будинок на два власники (вул. Ніщинського, 4, 4а)
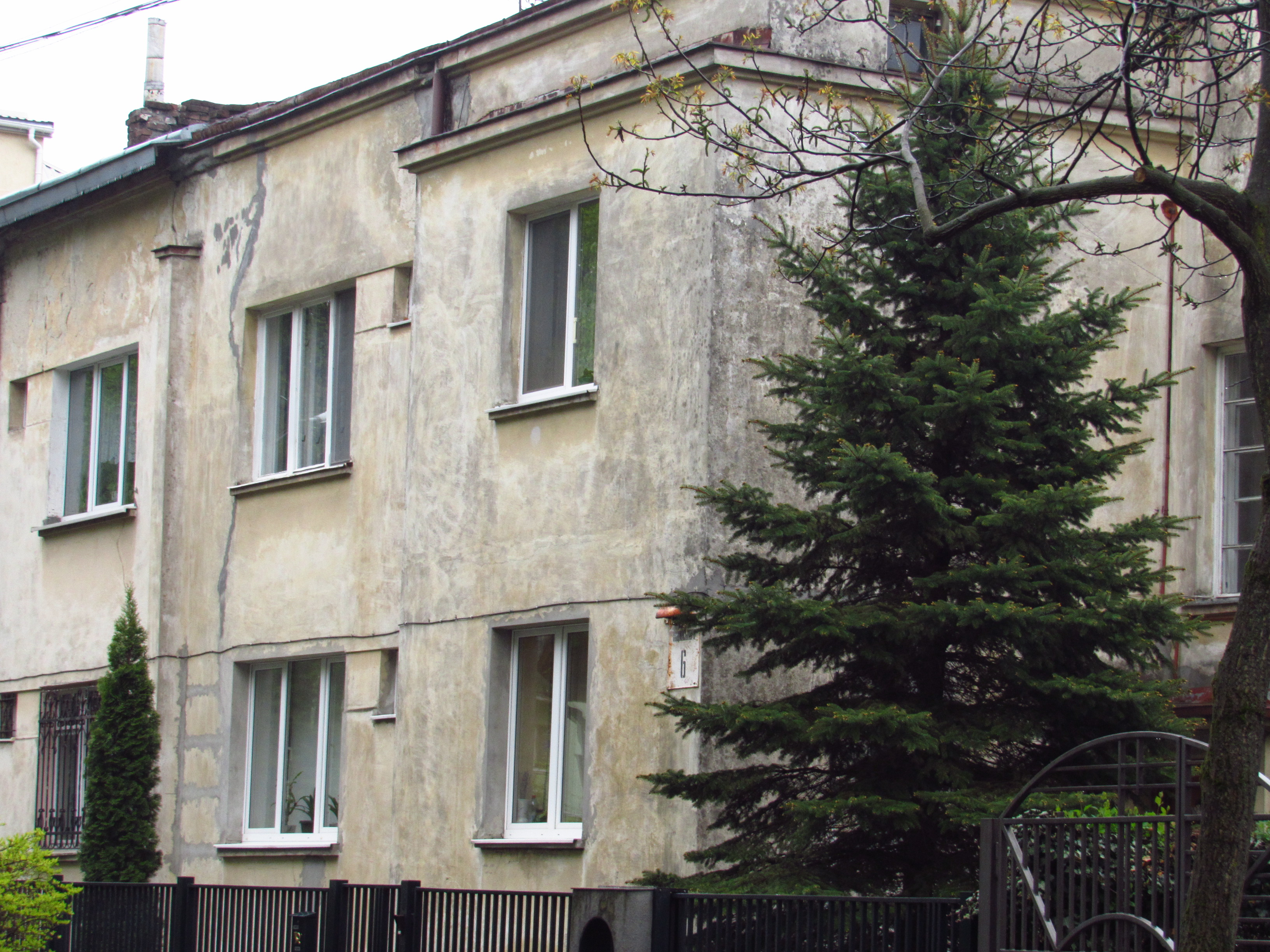
Житловий будинок (вул. Ніщинського, 6)
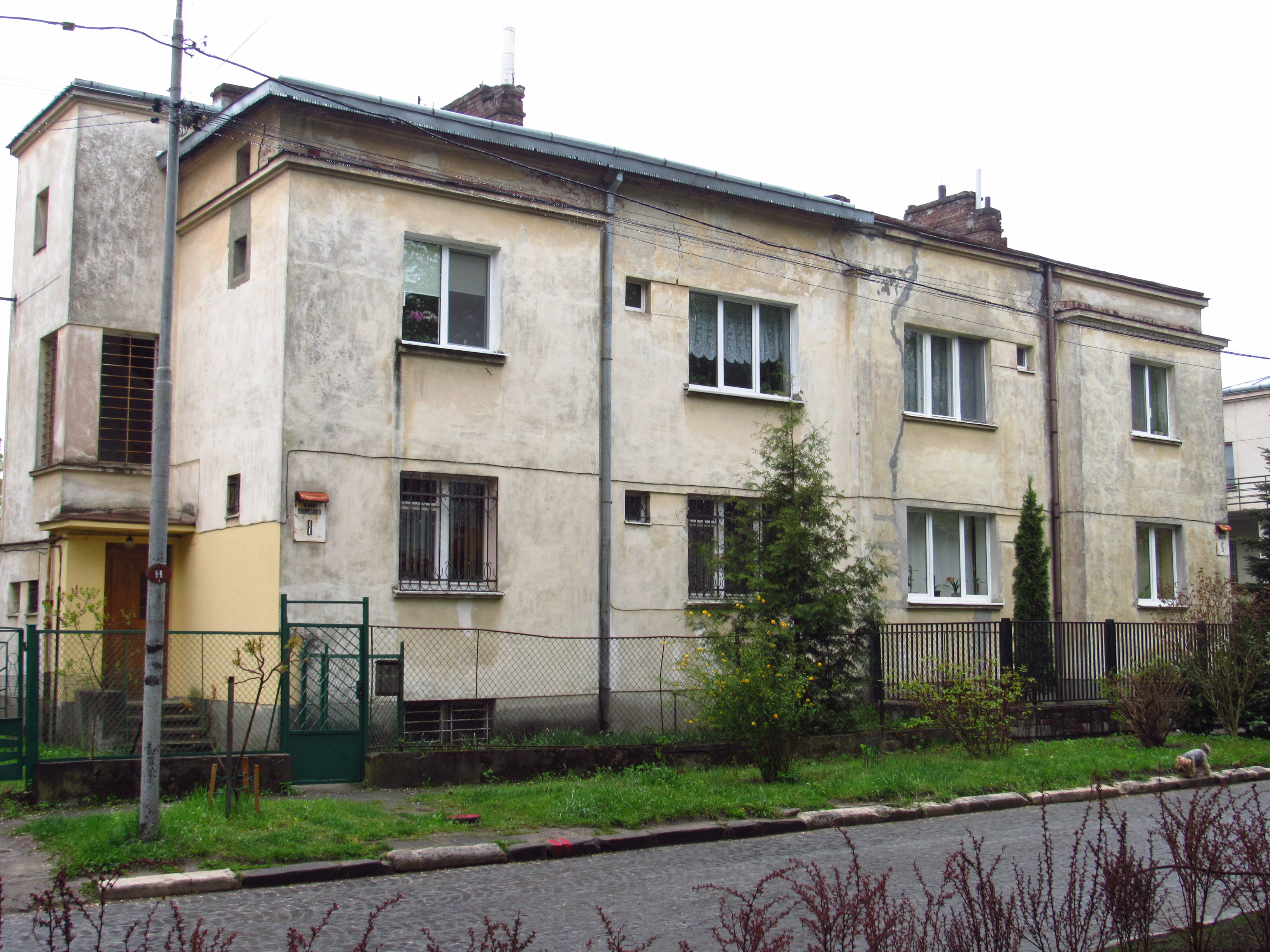
Житловий будинок (вул. Ніщинського, 8)
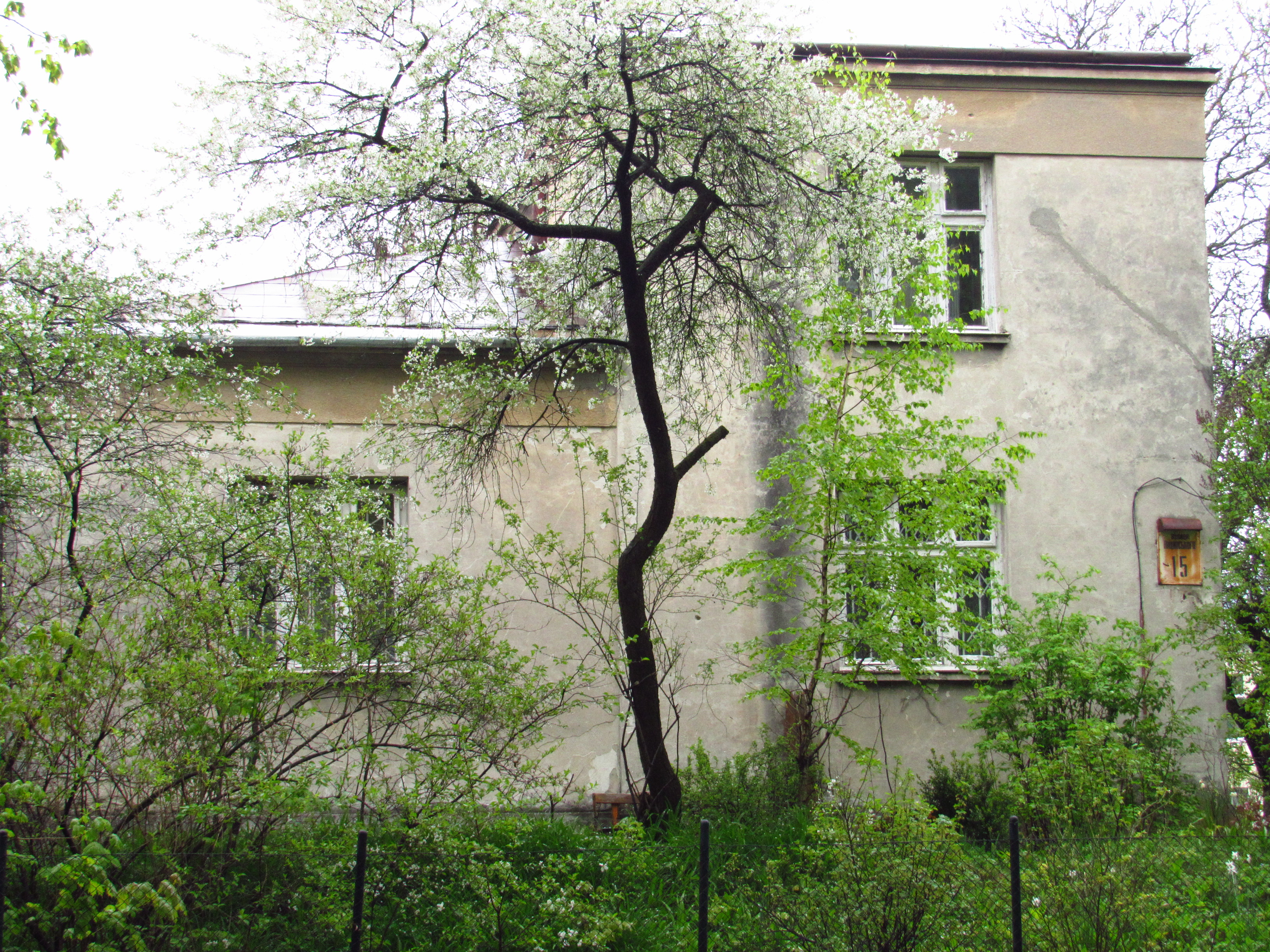
Житловий будинок (вул. Ніщинського, 15)
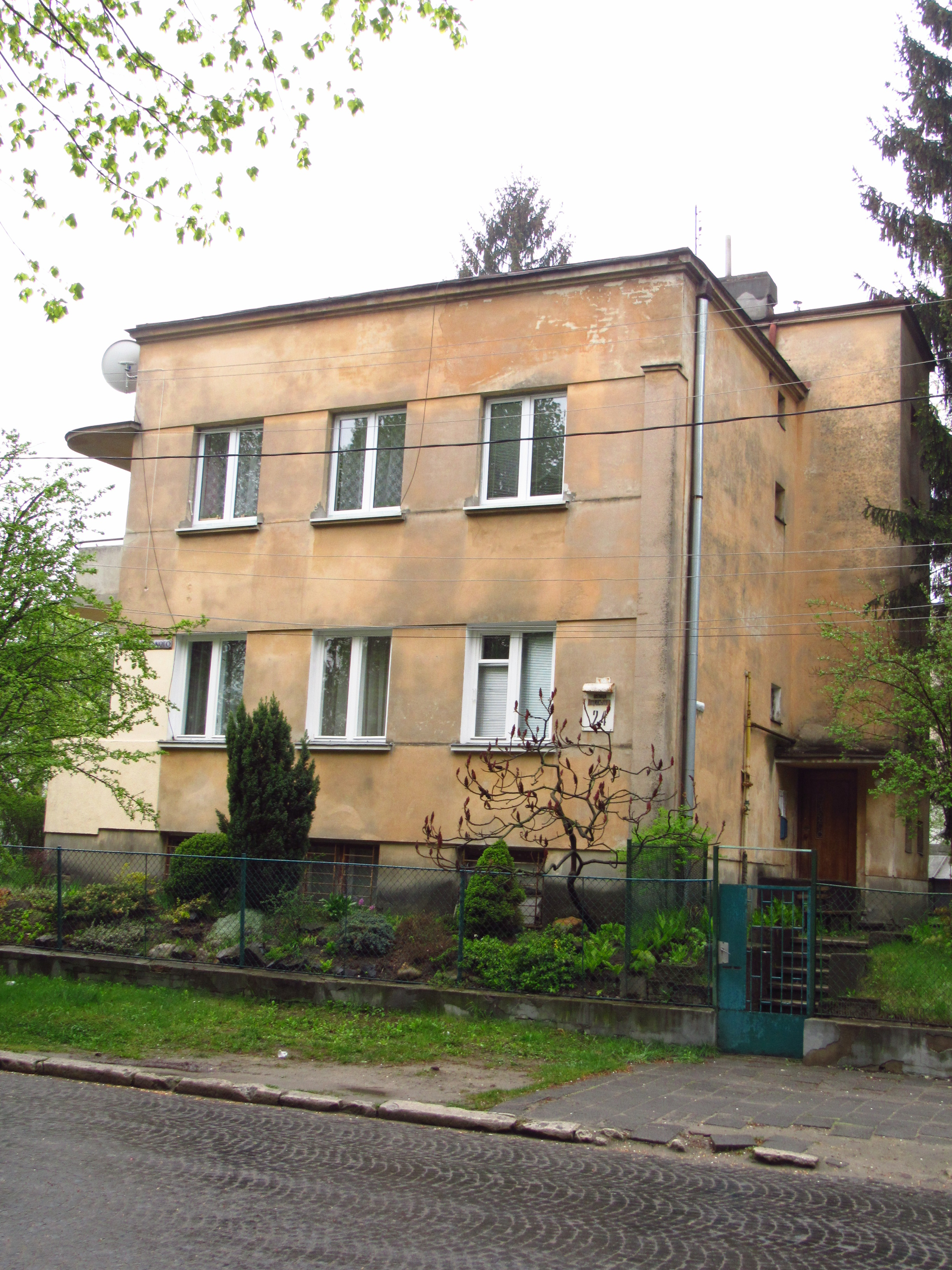
Житловий будинок (вул. Ніщинського, 24)
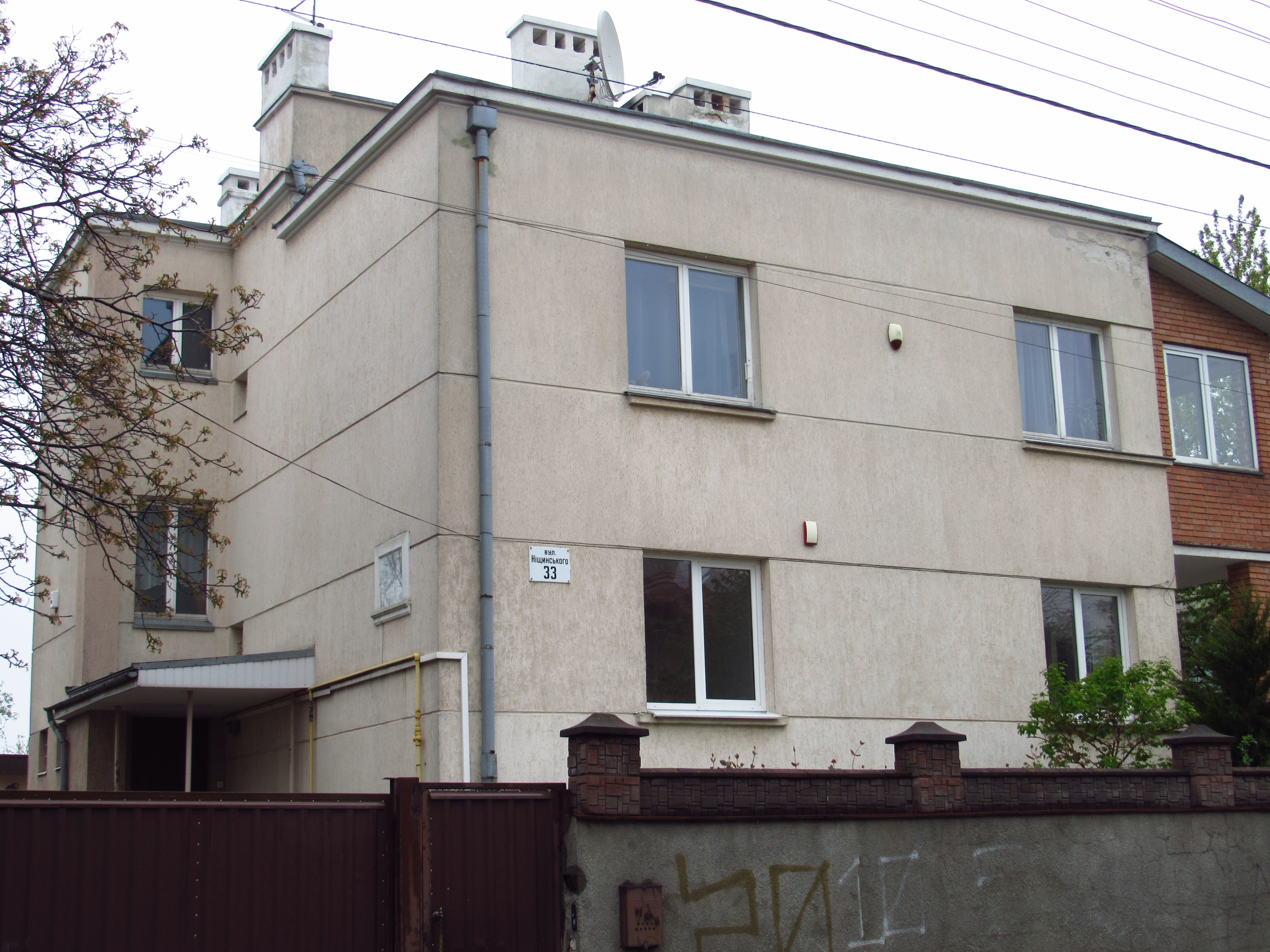
Житловий будинок (вул. Ніщинського, 33)